# Všepadly
Všepadly település Csehországban, a Domažlicei járásban. Všepadly Úboč, Kanice, Černíkov, Poleň, Únějovice és Chudenice településekkel határos. Lakosainak száma 48 fő (2024. január 1.).

## Népesség
A település lakosságának változását az alábbi diagram mutatja:
| Lakosok száma | 357  | 313  | 278  | 174  | 104  | 40   | 44   | 42   | 45   | 48   |
|               | 1869 | 1900 | 1921 | 1961 | 1980 | 2011 | 2016 | 2019 | 2021 | 2024 |